# Canal 13 (rete televisiva argentina)
Canal 13, ora conosciuto con il nome di El Trece, è un canale televisivo argentino con sede a Buenos Aires.
Fondato il 1º ottobre 1960, operando con la licenza  LS 85 TV; attualmente il proprietario è Arte Radiotelevisivo Argentino (Artear) del gruppo Clarin dal 1989. Viene conosciuto anche al di fuori dell'Argentina per il segnale El Trece Internacional, che permette la visione di alcuni programmi anche al di fuori del territorio argentino.

## Storia

### Inizi
Canal 13 inizia le sue trasmissioni il 1º ottobre 1960, con la collaborazione delle tre società Time-Life, CBS e Productora Argentina de Televisión S.A., dopo che il nuovo governo militare  aveva rilasciato, nell'aprile 1958, tre concessioni per la nascita di tre reti televisive: insieme a Canal 13 nascono anche Telefe e Canal 9. Acquistata subito da Editorial Atlántida, nei primi anni di trasmissioni vengono prodotti alcuni programmi comici (tra gli altri Viendo a Biondi nel 1961) ed anche serie televisive (La familia Falcón, La tuerca). Le trasmissioni sperimentali a colori con SÉCAM arrivano nel 1969, grazie anche alla compagnia Sony ma, alla fine, non ricevette l'approvazione del Governo. Dopo altri tentativi, iniziarono ufficialmente il 1º maggio 1980.
Con il governo di Isabel Martínez de Perón, cioè nel 1974, la stazione fu nazionalizzata e rimase statale fino alla fine dittatura militare che si formò dopo la sua deposizione. Perón fece questo in quanto voleva riprendere lo stile televisivo europeo, dove la televisione era diretta dallo Stato.
Nella mattinata del 2 luglio dell'anno 1980 un incendio colpisce il terzo piano della sede. Arrivarono immediatamente 80 vigili del fuoco che riuscirono a salvare l'edificio. L'incidente non causò vittime, ma danni materiali. Il giorno successivo le trasmissioni furono registrate da studi secondari: per esempio, il programma Almorzando con Mirtha Legrand fu trasmesso da un ristorante nelle vicinanze.
Durante il periodo soprannominato "processo di riorganizzazione nazionale", ovvero dal 1976 al 1983, le redini del programma furono consegnate alla Marina; quando fu ripristinato l'ordine democratico continuò ad essere diretta dall'amministrazione pubblica.
Nel dicembre del 1989, la direzione fu vinta da Artear e il canale fu privatizzato. Per i successivi anni compete con gli altri canali argentini, arrivando al secondo posto e alcune volte al primo dei canali più seguiti del paese. Dagli anni '90 attira un pubblico maggiormente giovanile con alcune serie televisive.

### Anni 1990-2010
Punta rilevante del canale negli anni '90 è stato il comico Tato Bores, il programma culturale La aventura del hombre e le fiction La banda del Golden Rocket, Montaña rusa, Gasoleros, che raggiungevano picchi di share a quota 20%; oltre che Campeones de la vida e Poliladron. Quasi tutte vengono prodotte da Pol-ka Producciones, che dal 1996 lavora attivamente con il canale fino ad essere proclamata partner ufficiale.
Nei primi anni 2000 i programmi a ricevere più consensi sono le serie televisive: El sodero de mi vida, Son amores (che raggiunge il 30.4 di share al suo debutto, Soy gitano, le telenovele Floricienta (trasmessa anche in Italia con il titolo Flor - Speciale come te), Padre Coraje, le serie Culpables, Locas de amor e il programma umoristico Caiga quien caiga, format venduto in oltre 10 paesi, tra cui in Italia (in questo paese conosciuto come Le Iene prodotto dal gruppo Mediaset).
Successivamente, il canale ingaggia Diego Armando Maradona per la conduzione del programma La noche del 10, ottenendo, nella prima puntata, quota 30% di share. Nel dicembre del 2005 Artear acquista il 30% delle azioni dell'azienda Ideas del Sur di proprietà di Marcelo Tinelli che negli anni successivi condurrà programmi di successo come Showmatch e Bailando por un sueño; il primo raggiunge in media oltre 20% di share con picchi anche oltre il 33%. Altri programmi di intrattenimento che hanno ottenuto un buon successo sono Mañanas informales, Cuestión de peso e la fiction Sos mi vida, che fu la serie più vista della televisione argentina nell'anno 2006.
Più tardi vengono trasmesse le fiction Son de Fierro e Por amor a vos, le serie Mujeres asesinas (format venduto anche in Italia e trasmesso con il titolo Donne assassine), l'adattamento argentino del statunitense Desperate Housewives intitolato Amas de casa desesperadas e Socias. Inoltre, vengono mandati in onda le telenovela Mujeres de nadie e Patito feo (in Italia Il mondo di Patty); quest'ultima è diventata un fenomeno televisivo internazionale. Nel 2009 invece vengono trasmessi gli unitari Tratame bien e Valientes.
Nell'aprile del 2009, dopo vari tentativi falliti, lancia il suo segnale internazionale, trasmesso in oltre 20 paesi.

### Anni 2010
Il 30 dicembre 2010 il canale ha festeggiato i suoi 50 anni di trasmissioni.
Nello stesso anno, riesce a battere Telefe nel campo del rating, grazie in particolar modo a Showmatch, il buon rendimento di Telenoche, la serie giornaliera Malparida, poi anche ad Para vestir santos - A proposito di single e i programmi Sábado Show e La cocina del show.
Nel 2011 il canale risulta essere il più seguito dell'anno secondo la lista annuale, per il secondo anno consecutivo. In questo anno, viene trasmessa la telenovela Herederos de una venganza, la prima stagione di Los únicos, la serie El puntero e i programmi di intrattenimento A todo o nada e Soñando por bailar.
L'anno successiva viene mandata in onda la seconda stagione di Los únicos, ma viene cancellata pochi mesi dopo per il basso rating che raggiungeva e sostituita da Lobo; oltre altre serie e programmi televisivi.

## Loghi
Nei vari anni, si sono succeduti diversi loghi:
| Periodo     | Descrizione |
| ----------- | --- |
| 1960        | Il primo logo del canale con rappresentato Río de la Plata e la scritta "Rio de la Plata TV Canal 13".                                                                                        |
| 1967–1985   | Consiste nel numero 13, all'interno del numero 3 c'è la parola "canale". |
| 1985–1986   | Lo stesso logo con un'immagine in 3D. |
| 1986–1989   | La parola "canale" è rimossa dall'immagine. |
| 1989–1990   | La parola "canale" è di nuovo presente nell'immagine. |
| 1990–1992   | La parola "canale" è rimossa nuovamente. |
| 1992–1994   | Il numero 13 è formato da quattro barre in argento con angoli arrotondati. |
| 1994–1998   | Un sole con dodici punte e un foro centrale in un cerchio. Sono presenti i colori rossi, giallo, arancione e viola. Alla destra del sole c'è il numero 13 ridisegnato con un nuovo carattere. |
| 1998–2000   | Il sole ha un aspetto 3D con quattro colori. |
| 2000–2002   | Il sole ha un aspetto più sottile, la scritta "13" viene cancellata per essere inserite le parole "Canal Trece".                                                                              |
| 2002–2005   | Il carattere "Canal Trece" viene cambiato. |
| 2005–2007   | Il nome "Canal Trece" è in maiuscolo. |
| 2007 - 2008 | Lo stesso logo degli anni 2000-2002, solo un po' più sottile. |
| 2008 - 2009 | Sole e foro più spesso; cambio di colori. |
| 2009 - 2011 | Il logo non gira più. |
| 2011 – 2012 | Il logo diventa più luminoso. |
| 2012-       | Logo con tessuto di vetro e la sua forma acquista tagli rettilinei, con l'aspetto di un diamante.                                                                                             |

## Telegiornali
Ruolo rilevante ricoprono anche i telegiornali. Quelli trasmessi attualmente sono:
- Telenoche, condotto da María Laura Santillán e Santo Biasatti[29] (dal 1966)[30]
- Síntesis, condotto da Mario Massaccesi[31] (dal 1992)
- Todo Noticias (dal 1993)
- Noticiero Trece, condotta da Silvia Martínez Cassina e Luis Otero[32] (dal 2004)
- Arriba Argentinos, condotto da Marcelo Bonelli e Débora Pérez Volpin[33] (dal 2005)[34]

### Conduttori principali
- Luis Majul (1993-1995)
- Juan Miceli (1993-2009)
- Pablo Ferreira (1996-2008)
- Patricia Molina (2005-2010)
- Gabriela Carchak (1998-2007)
- Andrés Repetto (1997-2009)
- Claudia Cherasco (1996-2003)
- Mercedes Martí (1993-2002)
- Miriam Lewin (1993-2002)
- Marley (1993-1995)
- Laura Tortú (1993-1999)

- Enrique Monzón (1993-1999)
- María O´Donnell (2008-2009)
- Alfredo Goijman (1993-1999)
- Antonio Fernández Llorente (1993-1999)
- Norma Morandini (1993-1999)
- Juan Yankilevich (1993-1999)
- Silvia Martínez Cassina (1995-2008)
- Débora Pérez Volpin (1993-2005 e 2012)
- Juan Pablo Varsky (1993-1998)
- Eduardo Rodríguez (1993-2008)
- Mario Mazzone (1993-2007)

- Enrique Sdrech (1993-2003)
- Liliana Hendel (1993-2010)
- Jorge Guinzburg (1993-1995)
- Verónica Lozano (2003)
- Beto Casella (2003)
- Marcela Giorgi (2008-2009)
- Gustavo Sylvestre (1993-2011)
- Sandra Capel (2009-2011)
- Diego Valenzuela[35] (2006-2010)
- Mauro Szeta (2006-2013)[36]

## Annunciatori
Durante la programmazione compare la voce di alcuni annunciatori, all'inizio e alla fine di un programma, per le promozione e per altre occasioni. Questi sono:
- Horacio Galloso (1960-1985)[37]
- Eduardo Alaves (1971-presente)
- Daniel Ruiz[38] (1973-presente)
- Luis Fuxan (1975-presente)
- Alejandro Salgado (1981-1983)
- Miguel Mir (2013-presente)
- Angel Javier Traverso (2013-presente)

## Segnali
Esistono 4 diversi segnali che trasmettono la stessa programmazione. 

### Analogico
Ha iniziato le trasmissioni regolari il primo ottobre 1960 alle 20:30 dall'edificio Alas.

### Digitale
Viene vista nelle televisioni con digitale terrestre con sede all'edificio Alas. Fino al marzo del 2013 emetteva con bassa potenza, quando è stata aumentata a 800 W, riuscendo a trasmettere anche in luoghi in cui, in precedenza, non arrivava. In questa piattaforma ci sono tre altri segnali:
- Segnale originale in formato SD 16:9 (alta qualità);
- Segnale originale in formato 4:3 (bassa qualità);
- Segnale originale in formato One-Seg per cellulari (bassa qualità).

### Via cavo
Il segnale viene trasmesso per la televisione via cavo dalla Grande Buenos Aires.

### Satellitare
Questo segnale trasmette in esclusiva per l'intera televisione satellitare Argentina. Attualmente viene trasmessa attraverso DirecTV.

### El Trece Satellitare
Comincia le trasmissioni nel 1991 in esclusiva per la televisione via cavo dell'Argentina e per canali collegati ad Artear. Dal 2012 viene usata dai canali appartenenti ad Artear per replicare il canale principale. Nel maggio del 2009 il segnale è stato manomesso da una interferenza, causata da una televisione messicana.
Utilizza il Multichannel television sound e rispetto al canale principale non trasmette: il programma mattutino Las aventuras de Hijitus viene sostituito da La mañana de El Trece, non emette la stessa pubblicità e c'è la disponibilità di sottotitoli.

### El Trece HD
Canal 13 è pioniere della televisione HD in Argentina. Il venerdì 25 settembre 1998 alle 19:45, realizza la prima trasmissione sperimentale in Alta Definizione nel paese continuando, con le analisi, anche tra gli anni 2000 e il 2009, le quali si realizzarono nel canale 12 grazie all'organizzazione ATSC. 

### El Trece Internacional
Creato nel 2009 e viene trasmesso in 20 paesi.

## Studi di registrazione
Gli studi di registrazione di Canal 13 sono situati nel barrio di Constitución, tra l'Autopista 25 maggio e Avenida 9 luglio. Le fiction e altri programmi sono registrati in studi associati.

## Palinsesto

### Attualmente in onda
I programmi attualmente in onda sono i seguenti: 

#### Show
- Agro Síntesis
- Tiempo del tiempo
- Arriba Argentinos
- La mañana en el trece
- Plan TV
- Noticiero Trece
- El diario de Mariana
- Cuestión de peso
- Telenoche
- Caiga Quien Caiga
- Síntesis
- El mundo del espectáculo
- Real o no real
- Resto del mundo

#### Game show
- A todo o nada
- Si los chicos quieren

#### Telenovelas
- Mis amigos de siempre
- Farsantes
- Solamente vos

#### Serie TV
- El Zorro

#### Cartoni animati
- Panam y Circo
- Plim Plim
- Piñón Fijo
- El garage
- Las aventuras de Hijitus

### Precedentemente in onda

#### Telenovelas
- Manuela  (Manuela) (1991)
- Celeste  (Celeste) (1991)
- Antonella (Antonella) (1991)
- Celeste 2 (Celeste siempre Celeste) (1993)
- La forza dell'amore (Nano) (1994)
- De corazón (1997)
- 099 central (099 central) (2002)
- 1000 millones (2002)
- Amor mío (2005)
- 1/2 falta (2005)
- Atracción x4 (2008)
- Incorreggibili (Consentidos) (2010)

## Canali affiliati

### Canali di Artear
- Canal Seis di Bariloche[40];
- Canal Siete) di Bahía Blanca[40];
- El Doce di Cordoba[40] (85,185%)[43];

### Canali rappresentati commercialmente da Artear
- Canal 10 di Tucumán[40];
- Canal 10 di Mar del Plata[40];
- Canal 9 di Paraná[44];
- Canal 9 di Resistencia[40];
- Canal 10 di General Roca[45];

### Canali di cui non è proprietario Artear
- El Tres di Rosario;
- Canal 12 di Posadas;
- Canal 6 TeleSur di San Rafael;
- Canal 7 di Mendoza;
- Canal 8 di San Juan;
- Canal 11 di Ushuaia;
- Teledoce dell'Uruguay;

## Solidarietà
Dal 1994, la catena organizza, insieme a UNICEF, il programma Un sol para los chicos, dedicato esclusivamente alle donazioni di denaro per l'istituzione citata prima. Nel programma intervengono diversi personaggi famosi.